# Маја (Плејада)
Маја (стгрч. Μαῖα, Maĩa), у грчкој митологији једна од седам Плејада, кћерки Атласа и Плејоне, кћерке Океана и Тетије.

## Митологија
Када су њихове посестриме Хијаде умрле од туге за својим мртвим братом Хијантом, одузелу су себи живот од жалости, а бог Зевс их је све претворио у звезде, а било их је седам сестара Плејада:
- Маја
- Меропа
- Електра
- Тајгета
- Алкиона
- Келено
- Стеропа

Маја је, као и све њене сестре, рођена на брду Килени у Аркадији, па је због тога сматрана и планинском богињом, као и богињом поља. Она је најстарија, најлепша и најстидљивија од свих седам Плејада.
Мају је, у пећини на Килени, тајно оплодио Зевс, а она је потом родила бога Хермеса, који се, док је она била одсутна, извукао из повоја и отишао у Тесалију где је Аполон држао своја говеда. Хермес му је украо говеда и однео их у једну пећину у шуми близу Пила, прикривши све трагове. У пећини је пронашао корњачу, убио је, а у њен оклоп сместио кравља црева и тако направио прву лиру. Аполон се пожалио Маји да му је Хермес украо стоку, али, како се Хермес већ вратио у своје повоје, Маја није веровала Аполоновим речима. Касније, кад се истина сазнала Зевс је стао на страну Аполона, који је чувши звуке лире коју је Хермес направио одлучио да мења сву стоку коју је украо за лиру, која од тог тренутка постаје један од идентификационих атрибута Аполона.
Маја је, поред Хермеса, одгојила и Аркада, Калистиног сина, кога је прогонила богиња Хера.
У римској митологији Маја је обично повезивана са богињом званом „Maia Maiestas“, познатом и као Фауна, Бона Деа или Опс, па је могуће да је била и богиња пролећа. По њој је назван и пети месец у години, месец мај, а били су јој посвећени први и петнаести дан тог месеца.